# Алехандро Аррібас
Алехандро Аррібас (ісп. Alejandro Arribas, нар. 1 травня 1989, Мадрид) — іспанський футболіст, центральний захисник мексиканського клубу УНАМ Пумас.
Виступав, зокрема, за клуби «Райо Вальєкано», «Осасуна», «Севілья» та «Депортіво».

## Ігрова кар'єра
У дорослому футболі дебютував 2008 року виступами за другу команду клубу «Райо Вальєкано», а на початку 2010 року дебютував в іграх за його основну команду у Сегунді. Вже з наступного сезону 2010/11 став одним з основних центральних оборонців «Райо» і допоміг команді за результатами сезону вибороти підвищення у класі до Прімери.
Влітку 2012 року контракт гравця з мадридським клубом закінчився і він на правах вільного агента уклав трирічний контракт з клубом «Осасуна», у складі якого провів наступні два роки своєї кар'єри гравця. Граючи у складі «Осасуни» також здебільшого виходив на поле в основному складі команди.
У липні 2014 року «Осасуна», яка щойно вибула з елітного дивізіону іспанського футболу, погодила перехід Аррібаса до «Севільї», з якою гравець підписав контракт на два роки.

## Статистика виступів

### Статистика клубних виступів
Станом на 17 травня 2015
| Сезон                      | Команда                    | Чемпіонат                  | Чемпіонат | Чемпіонат | Національний кубок | Національний кубок | Національний кубок | Континентальні кубки | Континентальні кубки | Континентальні кубки | Інші змагання | Інші змагання | Інші змагання | Усього | Усього |
| Сезон                      | Команда                    | Ліга                       | Ігор      | Голів     | Ліга               | Ігор               | Голів              | Ліга                 | Ігор                 | Голів                | Ліга          | Ігор          | Голів         | Ігор   | Голів  |
| -------------------------- | -------------------------- | -------------------------- | --------- | --------- | ------------------ | ------------------ | ------------------ | -------------------- | -------------------- | -------------------- | ------------- | ------------- | ------------- | ------ | ------ |
| січ. 2010                  | «Райо Вальєкано»           | СД                         | 2         | 1         | КІ                 | 1                  | 0                  |                      | -                    | -                    |               | -             | -             | 3      | 1      |
| 2010–11                    | «Райо Вальєкано»           | СД                         | 38        | 0         | КІ                 | 0                  | 0                  |                      | -                    | -                    |               | -             | -             | 38     | 0      |
| 2011–12                    | «Райо Вальєкано»           | ПД                         | 34        | 1         | КІ                 | 2                  | 0                  | -                    | -                    | -                    | -             | -             | -             | 36     | 1      |
| Усього за «Райо Вальєкано» | Усього за «Райо Вальєкано» | Усього за «Райо Вальєкано» | 74        | 2         |                    | 3                  | 0                  |                      |                      |                      |               |               |               | 77     | 2      |
| 2012–13                    | «Осасуна»                  | ПД                         | 34        | 2         | КІ                 | 1                  | 0                  |                      |                      |                      | -             | -             | -             | 35     | 2      |
| 2013–14                    | «Осасуна»                  | ПД                         | 36        | 1         | КІ                 | 2                  | 0                  |                      |                      |                      | -             | -             | -             | 38     | 1      |
| Усього за «Осасуну»        | Усього за «Осасуну»        | Усього за «Осасуну»        | 70        | 3         |                    | 3                  | 0                  |                      |                      |                      |               |               |               | 73     | 3      |
| 2014–15                    | «Севілья»                  | ПД                         | 10        | 0         | КІ                 | 4                  | 0                  | ЛЄ                   | 3                    | 0                    | СУ            | -             | -             | 17     | 0      |
| Усього за кар'єру          | Усього за кар'єру          | Усього за кар'єру          | 154       | 5         |                    | 10                 | 0                  |                      | 3                    | 0                    |               | 0             | 0             | 166    | 5      |

## Титули і досягнення
- Переможець Ліги Європи (1):

«Севілья»: 2014–15